# Andrzej Kacała
Andrzej Kacała (ur. 26 października 1927 w Jabłonce, zm. 30 kwietnia 2016 w Warszawie) – polski działacz państwowy i ochotniczej straży pożarnych, inżynier rolnictwa, dyplomata, podsekretarz stanu w resortach związanych z rolnictwem (1968–1983), ambasador PRL w Kanadzie (1983–1987).

## Życiorys
Syn Piotra i Marii. Kształcił się w zasadniczej szkole zawodowej w Dębicy, od 1942 do 1943 pracował jako tokarz-frezer. Później ukończył gimanzjum i liceum ogólnokształcące w Mielcu. Absolwent studiów z inżynierii rolnictwa w Akademii Rolniczo-Technicznej w Olsztynie (inżynier, 1952) i Szkole Głównej Gospodarstwa Wiejskiego (magister, 1970). Kształcił się także na kursie specjalistycznym w Cambridge i odbywał roczną praktykę w Stanach Zjednoczonych.
Od 1949 do 1952 członek Związku Młodzieży Polskiej, od 1952 w Polskiej Zjednoczonej Partii Robotniczej. Po studiach pracował w Państwowych Ośrodkach Maszynowych w Kaliszu Pomorskim i Tychowie, w 1955 przeniesiony do centrali POM jako naczelnik wydziału. Od 1959 do 1968 zastępca i dyrektor Departamentu Produkcji Roślinnej i Ochrony Roślin w Ministerstwie Rolnictwa. Zajmował stanowisko podsekretarza stanu w tym resorcie (maj 1968–sierpień 1981), następnie w Ministerstwie Rolnictwa i Gospodarki Żywnościowej (sierpień 1981–kwiecień 1983). Jako wiceminister i przewodniczący komisji rządowej uczestniczył w rozmowach przed podpisaniem z protestującymi rolnikami porozumień rzeszowsko-ustrzyckich (złożył podpis pod porozumieniem z Rzeszowa w imieniu rządu).
Od 1977 do 1983 równocześnie prezes Zarządu Głównego Związku Ochotniczych Straży Pożarnych. Od 15 lutego 1983 do 7 kwietnia 1987 zajmował stanowisko ambasadora PRL w Kanadzie. W III RP zatrudniony w spółce Euro Agro Centrum związanej z Janem Kulczykiem, był także członkiem rad nadzorczych przedsiębiorstw.
W 1955 został odznaczony Srebrnym Krzyżem Zasługi. W 1976 otrzymał Złoty Medal „Za zasługi dla obronności kraju”.